# Raymond Lindeman

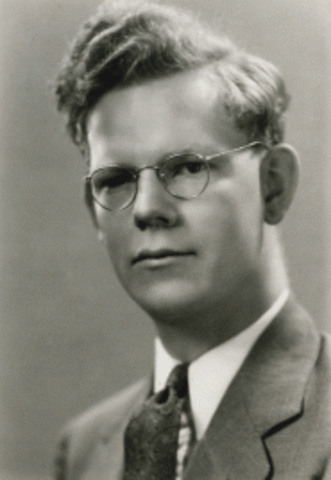
Raymond Lindeman

Raymond Laurel Lindeman (1915 - New Haven, 29 juni 1942) was een Amerikaans zoöloog en de grondlegger van de ecologie van voedselketens. Hij formuleerde de toen revolutionaire Wet van Lindeman.

## Biografie
Lindeman had een zwakke gezondheid en verloor als kind een oog door een ongeval. Hij studeerde aan de Universiteit van Minnesota en behaalde daar in maart 1941 zijn doctoraat in de zoölogie. Voor zijn doctoraatsthesis deed hij vanaf 1935 veldwerk in Cedar Creek. Hij werd daarbij geassisteerd door zijn echtgenote, Eleanor Hall Lindeman. Vanaf april 1941 vatte hij een postdoctorale studie aan samen met de limnoloog G. Evelyn Hutchinson aan de Yale-universiteit. In 1937 had Lindeman een leverziekte opgelopen die hem steeds zieker maakte en hem in 1942 fataal werd. 

## Werk
Het doctoraatsonderzoek van Lindeman betrof "de ecologische dynamiek van een verouderend meer" en werd uitgevoerd in het Cedar Bog Lake in Minnesota. Lindeman en zijn vrouw onderzochten het water van het meer en determineerden de erin levende organismen en brachten de jaarlijkse fluctuaties ervan in kaart. Op deze basis maakte hij een berekening van de energie die door het ecosysteem stroomt: hoeveel er op elk trofisch of voedselniveau van de voedselpiramide achterblijft en hoeveel er wordt doorgegeven naar het volgend niveau, bijvoorbeeld van de diatomee naar de waterwants die zich ermee voedt. Hij berekende dat elk hoger trofisch niveau zo'n 10 percent van de energie van het lagere niveau binnenhaalt. Daarom is biomassa van elk trofisch niveau, met helemaal onderaan de organismen die aan fotosynthese doen en bovenaan de toppredatoren, maar zo'n tien percent van het onderliggend niveau.
Lindeman werkte zijn proefschrift uit tot een artikel voor het wetenschappelijk tijdschrift Ecology, maar dit artikel werd aanvankelijk geweigerd omdat het te theoretisch was en te veel generaliseerde op basis van een beperkt onderzoeksgebied. Een herwerkte versie van het artikel (The trophic dynamic aspect of ecology) werd postuum gepubliceerd in oktober 1942 en was erg invloedrijk.
- Gemeinsame Normdatei: 1089132344
- Virtual International Authority File: 792145858294023022728
- WorldCat: E39PBJh8RW88qWfcQX7Yf4DKBP